# Тайра но Чюші
Тайра но Чюші (Тайра но Тюші) (яп. 平仲子, 1037 — між 1109 та 1111) — середньовічна японська поетеса періоду Хейан. Складала твори під ім'ям Суо-но-найсі (придворна пані Суо).

## Життєпис
Походила зі знатного роду Тайра. Донька Тайра но Муненака, поета і сюге (губернатора) провінції Суо, та Мінамото но Масамото.
Народилася у 1037. При народженні отримала ім'я Накако. Після повноліття отримала ім'я Чюші.
У 1068 отримала посаду придворної дами (найсі — молодше придворне звання жінки, яка служить у внутрішніх покоях імператорського палацу) при дворі імператора Ґо-Рейдзей, але той того ж року помер. Згодом служила наступним володарям Ґо-Сандзьо, Сіракава і Хорікава.
У 1108 тяжко захворіла, тому залишила імператорській двір, стала буддистською черницею.
Померла між 1109 та 1111.

## Творчість
Внесено до «Тридцяти шести безсмертних поетес». Складала вірші у жанрі вака. Є власна збірка «Суо-но-найсі шю» 35 творів розміщено в імператорській антології «Госюі вака-шю». 1 віршів розміщено у збірці Фудзівара но Тейка «Оґура Хякунін іш-шю». Її вірші часто використовували у популярній середньовічній грі ута-авасе («поєднання віршів»).